# モラル (脚本家・演出家)
モラル（1986年2月25日 - ）は、日本の脚本家、演出家。男性。
福岡県出身。早稲田大学卒業。劇団「犬と串」主宰。所属事務所はBLUE LABEL（MMJ）。「モラル」というペンネームは、インモラルな芝居を目指しているので逆説的に名乗るようになったという。

## 略歴
2004年、演劇サークル「早稲田大学演劇研究会」に入会。2008年、劇団「犬と串」を旗揚げし、以降、全ての本公演で脚本・演出を担当。2013年の「黄金のコメディフェスティバル2013」において最優秀演出賞を、2014年の佐藤佐吉演劇祭2014+においてゴールデンフォックス賞（最優秀作品賞）をそれぞれ受賞。
2015年にはTBS系テレビドラマ『ホテルコンシェルジュ』のノベライズ『小説版 ホテルコンシェルジュ』で小説家としてもデビュー。
2016年7月1日付でドリームプラスからメディアミックス・ジャパンのBLUE LABELに移籍。
2018年5月、「犬と串」の無期限休止を発表。

## 主な作品

### 舞台

#### 犬と串公演
- 犬と串 case.1『メスブタ』 - 作・演出
- 犬と串 case.2『CASSIS』 - 作・演出
- 犬と串 case.3『BOOKEND』 - 作・演出
- 犬と串 case.4『暴くな』 - 作・演出
- 犬と串 case.5『ZOMBIE』 - 作・演出
- 犬と串 case.6『愛・王子博』 - 作・演出
- 犬と串 case.7『ウズキちゃん』 - 作・演出
- 犬と串 case.8『宇宙Remix』 - 作・演出
- 犬と串 case.9『さわやかファシズム』 - 作・演出
- 犬と串 case.10『左の頬』 - 作・演出
- 犬と串 case.10.75『クイニーアマン 〜言いたいだけ〜』 - 作・演出
- 犬と串 case.11『プラトニック・ギャグ』 - 作・演出
- 犬と串 case.12『エロビアンナイト』 - 作・演出

#### 外部公演
- ワン・ストーンズ『路線変更異常なし…』（2011年） - 脚本
- ナシュラン家『真面目に芝居もやってきたからよ…ネ vol.1』（2011年） - 作・演出
- 劇団まるだし『広報まるだ』脚本参加（2011年、演出・田辺茂範（ロリータ男爵）） - 脚本
- ナシュラン家『真面目に芝居もやってきたからよ…ネ vol.2 チョコ!あげる!殺す!』（2012年） - 作・演出
- ナシュラン家『真面目に芝居もやってきたからよ…ネ vol.3 〜秋ナスの事情〜』（2012年） - 作・演出
- 生前葬『笑って!タナトスくん』（2013年） - 作・演出
- ENBUゼミナール『RAFT「≪文学＋−×÷≫vol.2 芥川龍之介」参加作品　「遺作」』（2013年） - 脚本
- ナシュラン家『真面目に芝居もやってきたからよ…ネ vol.4 〜ナスなんていらない〜』（2013年） - 作・演出
- MMJプロデュース『美女と魔物のバッティングセンター』（2014年） - 作・演出
- MMJプロデュース『昆虫戦士コンチュウジャー』（2016年） - 作・演出[5]
- 七人のおたく cult seven THE STAGE（2023年） - 脚本[6]

### 配信ドラマ
- まだ結婚できない男 チェインストーリー〜桑野さんの知らない話〜（2019年、GYAO!）- 脚本
- アリバイ崩し承ります  特別編 時計屋探偵とお祖父さんのアリバイ （2020年、AbemaTV） - 脚本

### ゲーム
- モバゲー『刑事ハードボイルド』（2010年） - シナリオ参加
- モバゲー『しょこたんのアパレル☆パラレル全国制覇』（2011年） - シナリオ参加

### ドラマ
- テレビ朝日「私のおじさん〜WATAOJI〜」（2019年）- 脚本
- 読売テレビ「LINEの答えあわせ〜男と女の勘違い〜」（2020年）- 脚本
- テレビ朝日「年下彼氏」（2020年）- 脚本
- テレビ朝日「真夏の少年〜19452020」（2020年）- 脚本、劇中曲作詞
- 日本テレビ「極主夫道」（2020年） - 脚本
- テレビ東京「じゃない方の彼女」（2021年） - 脚本
- MBS「あせとせっけん」（2022年） - 脚本
- フジテレビ「スタンドUPスタート」（2023年） - 脚本
- 読売テレビ「好きやねんけどどうやろか」（2024年） - 脚本
- MBS「愛人転生 -サレ妻は死んだ後に復讐する-」（2024年） - 脚本
- テレビ朝日「年下彼氏2」（2024年）- 脚本

### テレビアニメ
- テレビ朝日 「クレヨンしんちゃん」(2020年～ ) - 脚本

### 劇場アニメ
- 東宝 「クレヨンしんちゃん オラたちの恐竜日記」(2024年) - 脚本

## 出演

### 舞台
- ぬいぐるみハンター『みゆき』（2016年8月10日 - 16日、花まる学習会王子小劇場）

## 著書
- 小説版 ホテルコンシェルジュ 上（2015年8月6日、小学館文庫、ISBN 9784094062052）
- 小説版 ホテルコンシェルジュ 下（2015年9月8日、小学館文庫、ISBN 9784094062113）